# Walter Bryan Emery
Walter Bryan Emery (Liverpool, 2 juli 1903 - † 11 maart 1971) was een Britse egyptoloog.

## Opleiding
Emery's belangstelling voor de oudheid begon toen hij het St. Francis Xavier College in Liverpool bezocht. Op 13-jarige leeftijd las hij boeken over de ontdekkingen in Soedan en Egypte.
Na zijn schooltijd was hij korte tijd leerling technisch tekenen bij een firma van scheepsingenieurs. Zijn opleiding daar leidde ertoe dat hij een uitstekende tekenaar werd, een vaardigheid die de briljant uitgevoerde lijntekeningen voortbracht die zijn later gepubliceerde werken over egyptologie doordrongen. Van 1921 tot 1923 studeerde hij aan het Instituut voor Archeologie van de Universiteit van Liverpool. In 1923 nam hij op aanbeveling van T.E. Peet deel aan een opgraving in Amarna, als student-assistent van Newton en Griffith. Zijn eerste artikel verscheen dat jaar.

## Werkzaamheden
In 1924 leidde Emery een opgraving van Robert Mond in Thebe en Armant. De opgraving werd gesponsord door de Universiteit van Liverpool. In de jaren daarna was Emery vooral bezig met het restaureren, schoonmaken en conserveren van ongeveer 20 graven in Sheikh Abd el-Qurna. Op 22-jarige leeftijd leidde Emery een team van 400 man die het graf van Ramose in Amarna blootlegden en herstellen. Naast dit werk maakte hij ook tekeningen van het graf voor een publicatie van Theodore M. Davis.
Tijdens het opgravingsseizoen 1925-26 groef Emery de begraafplaats van heilige dieren van de god Mentoe op. Het Bucheion, zoals de begraafplaats wordt genoemd, was in gebruik van 1.350 voor Christus tot 305 AD.
In 1927-28 bleef Emery voor Robert Mond werken in Luxor en Armant. Gedurende deze tijd ontdekte hij het Bucheion, de catacomben van de Buchis-stier, en de eerste necropolis voor dieren.
In 1928 trouwde hij met Maria Magdalena ("Molly"), die hem als assistent had gediend tijdens zijn opgravingen in Nubië. De volgende zes jaar werkten Walter en Molly Emery intensief aan het onderzoek in Nubië. Nadat de Aswandam was herbouwd, probeerden ze de monumenten te redden en te herstellen. 
Van 1929 tot 1935 werkte Emery samen met zijn assistent L.P. Kirwan aan het onderzoek van het Nubische fort Quban en ontdekte honderden graven, huizen en enkele nederzettingen. Hier ontwikkelde Emery zijn methode om lemen gebouwen te analyseren. Gedurende deze tijd deden hij en zijn vrouw ook intensief onderzoek op de begraafplaatsen van Ballana en Qustul. Hier vond hij grafheuvels met houten kisten, meubels en zilverstukken, die allemaal gemaakt waren na de val van Meroë. Ook overblijfselen van geofferde bedienden en echtgenotes, die ook in de heuvels waren begraven, werden gevonden. Hierbij deed hij veel kennis op over een archeologische cultuur die hij de X-group noemde.
Van 1931 tot 1934 was hij voor het Egyptisch Museum opgravingsmanager in Saqqara, als opvolger van Cecil Mallaby Firth. Dit werd gevolgd door het blootleggen van oude begraafplaatsen in Saqqara in 1935 tot 1939. Hij begon met graf FS3035, dat al gedeeltelijk was blootgelegd door Cecil Mallaby Firth, en ontdekte dat dit graf 45 opslagruimtes had, in plaats van de gebruikelijke enkele. Tussen 1937 en 1939 heeft Emery veel graven voor het eerst of opnieuw opgegraven. In de herfst van 1938 vond hij graf S3357, bekend als het oudste graf in Saqqara. Het dateert uit de tijd van farao Hor-Aha. In het graf, dat was opgedeeld in 27 opslagruimten, vonden ze kruiken met wijn, levensmiddelen, enz. Nabij werden ook de restanten van een houten schip gevonden dat, net als de barken bij de piramides, diende om naar het hiernamaals over te varen. Emery's laatste grote vondst vóór de Tweede Wereldoorlog was graf S3471, dat grote hoeveelheden koper bevatte.
Tijdens de oorlog diende hij in het 8e leger in de Westelijke Woestijn. Aan het einde van de oorlog was hij Director of Military Intelligence. In de tijd na de oorlog was er geen werk voor egyptologen, en daarom was Emery eerst attaché bij de Britse ambassade in Caïro (1947-1950), later eerste secretaris (1950-51). Hij kon zijn werk als archeoloog pas hervatten nadat hij als professor honoris causa aan de Universiteit van Londen werd aangesteld.

## Na de Tweede Wereldoorlog
In 1952 werd hij opgravingsleider bij de Egypt Exploration Society, en in 1953 begon hij opnieuw aan opgravingen in Saqqara. Gedurende deze tijd legde hij graf S3503 bloot, dat was ontdekt in 1946, en vond vier andere graven: S3504, S3505, S3506 en S3507. S3507 was de laatste mastaba van de 1e dynastie die op de oostelijke uitlopers van het plateau ten noorden van Saqqara werd vrijgelegd. De laatste zeven jaar van zijn leven werkte Emery aan de andere zijde van het plateau.
Helaas zijn de gegevens over de "kleinere graven" van de 1e tot 3e dynastieën, waaraan Emery in de jaren 1933-1939 en 1945-1947 werkte, nooit gepubliceerd. Van 1956 tot 1964 was hij in Nubië werkzaam met de berging van de monumenten die werden bedreigd door de bouw van de nieuwe Aswandam. Gedurende deze jaren publiceerde hij Archaic Egypt (1961), Egypt in Nubia (1965), en een kort rapport over graf 3477 van de 2e dynastie, waarin een complete "grafmaaltijd" werd gevonden. (A Funerary Repast, 1962).
Vanaf 1964 werkte hij weer in Saqqara, waar hij enkele mastaba's uit de 3e dynastie vond op het westelijke deel van het noordelijke plateau. Hij ontdekte het graf van Hetepka en de Ibiscatacomben bij Tuna el-Gebel. Gedurende deze tijd kwam het voor het eerst bij hem op dat er mogelijk een verband bestond tussen de dieren-necropolen en de mastaba's van de 3e dynastie, en daarmee een aanwijzing dat het graf van Imhotep heel dichtbij zou kunnen zijn. 
In het opgravingsseizoen 1968-69 ontdekte hij een dubbele mastaba uit de 3e dynastie (S3518), van welke hij vermoedde dat het het graf van Imhotep zou zijn. Dit seizoen was er ook een van de belangrijkste ontdekkingen van Emery: de dierenbegraafplaats van Saqqara. Hij vond meer dan vier miljoen gemummificeerde ibissen, 500.000 valken, 500.000 bavianen en 20 koeien. Op basis van Emery's onderzoek wordt aangenomen dat ze op dezelfde manier zijn gemummificeerd als de farao's.
In 1959 werd hij verkozen tot lid van de British Academy.

## Overlijden
Vanaf het midden van de jaren zestig verslechterde de gezondheid van Emery. Op 7 maart 1971 verloor hij tijdens zijn ochtendwerk het bewustzijn. Walter Bryan Emery stierf vier dagen later, op 11 maart 1971.

## Werken
- The royal tombs of Ballana and Qustul. 2 banden, Government Press, Caïro 1938
- The Tomb of Hemaka (= Excavations at Saqqara). Government Press, Caïro 1938
- Hor-Aha. Excavations at Saqqara 1937–1938 (Publications du Service des Antiquités de l'Égypte). Government Press, Caïro 1939
- Nubian treasure. An account of the discoveries at Ballana and Qustul. Methuen, Londen 1948
- Great tombs of the First Dynasty (= Excavations at Saqqara). Band 1, Government Press, Caïro 1949. Band 2–3 (= Memoir of the Egypt Exploration Society. Band 46/47). Egypt Exploration Society, London 1954/1958
- Archaic Egypt. Penguin Books, Harmondsworth (Middlesex) 1961
  - Nederlandse uitgave: Het oudste Egypte, Uitgeverij Het Spectrum, Utrecht 1963
- Egypt in Nubia. Hutchinson, Londen 1965

- Bibliothèque nationale de France: cb12684302m (data)
- Catàleg d'autoritats de noms i títols de Catalunya: 981058525435606706
- Gemeinsame Normdatei: 1020386770
- International Standard Name Identifier: 0000 0001 0923 4805
- Library of Congress Control Number: no96056479
- Nationale Bibliotheek van Letland: 000040934
- Nationale Bibliotheek van Israël: 987007590136305171
- Nederlandse Thesaurus van Auteursnamen: 074857762
- LIBRIS: 329738
- Système universitaire de documentation: 06699442X
- Virtual International Authority File: 89815008
- WorldCat: E39PBJqKcQXKp4KBphhb6gBF8C